# 張勲 (清末民初)
張 勲（ちょう くん、1854年1月31日〈咸豊4年12月14日〉 - 1923年〈民国12年〉9月12日）は、清末民初の軍人・政治家。革命後も清朝に忠節を尽す。字（あざな）は少軒。号は松寿老人。

## 事績
袁世凱死後の1917年（民国6年）、混迷する新政府の動きを見て、すでに退位していた先帝の溥儀を担ぎ、再び即位させて帝政の復古を宣言。いわゆる張勲復辟（ふくへき）事件に発展した。

## 略歴

### 清末の事績
軍歴の開始はかなり遅く、1884年（光緒10年）に初めて長沙で兵士となった。その後、広西提督蘇元春配下となり、1891年（光緒17年）に参将となっている。1894年（光緒20年）、宋慶の毅軍配下として奉天に駐留している。翌1895年（光緒21年）に天津へ異動して袁世凱配下となり、工兵営管帯に任ぜられた。1899年（光緒25年）、山東へ赴き義和団鎮圧に貢献、副将・総兵に昇進している。
1902年（光緒27年）、張勲は北京へ異動し、西太后（慈禧）と光緒帝の警護の任に就いた。1906年（光緒32年）、再び奉天に赴任し、奉軍遼北総統として昌図県に駐留している。その2年後には雲南提督・甘粛提督に次々と任ぜられたが、実際には就任せず昌図に駐留し続けた。1910年（宣統2年）、南京の浦口へ異動し、江防営を統率することになり、更に1911年（宣統3年）8月には江南提督へ昇進している。
同年10月、南京に駐留していた新軍第9鎮が武昌起義（辛亥革命）に呼応して蜂起すると、張勲は両江総督張人駿の召喚に応じて南京城へ急行、革命軍を雨花台で迎撃してこれを一時は退けた。しかし次第に革命派が勢力を増強していき、それでも張勲は紫金山などで頑強に抗戦したが、12月には衆寡敵せず徐州へ後退を余儀なくされている。その後、張勲は清朝から江蘇巡撫に任命され、更に両江総督兼南洋大臣に昇進した。
1912年（民国元年）1月に中華民国が成立したが、張勲は依然として反革命の姿勢を堅持し、宣統帝への忠義を保った。翌月、袁世凱が中華民国大総統代理に就任すると、不承不承ながら張勲は武衛前軍としての再編を受け入れ、山東省兗州に駐屯している。しかし若き頃からの苛烈な性格からか、近代化の世に至ってもなお洋装を嫌い、張勲もその配下の兵士も辮髪を切る事は無かった。張勲自身は終生辮髪を切らなかったと言われ、後に「辮帥」（辮髪将軍）と称された。

### 民国成立後
1913年（民国2年）4月、張勲は早くも溥儀再擁立を画策したが、事前に計画が漏れたため断念している。袁世凱に反感を抱いた孫文（孫中山）ら革命派が第二革命（二次革命）を起こすと、7月に張勲は袁世凱の命を受け革命派を鎮圧した。9月1日に南京を攻略した際に、3日にわたって放火・略奪・殺戮を縦にしている（1913年南京事件）。鎮圧の軍功により、張勲は江蘇都督に任命され、12月には長江巡閲使に転じて徐州に駐屯した。
1915年（民国4年）、武衛前軍は定武軍と改称され、定部上将軍に任命された。同年中に袁世凱が皇帝即位を画策し、実際に即位すると、清朝復権を望んでいた張勲は不満を示すようになる。ところが護国戦争が勃発すると、張は護国軍には与さず袁世凱支持に転じた。1916年（民国5年）4月には安徽将軍（同年7月より督軍）に任命され、この頃には57営、約2万人の兵力を率いていたとされる。
袁世凱死後における大総統黎元洪と国務総理段祺瑞との政争（府院の争い）では、張勲は段を支持した。また復辟の画策を開始し、その一環として康有為らの助言を受けて孔教（儒教）国教化を公然と要求した。6月、7省の督軍を徐州に召集して段を支持する「督軍団」を結成、そのリーダー格と目されるようになる。9月にも張は徐州で会議を開催し、督軍団を13省まで拡大して「十三省区連合会」を結成、張が盟主として推戴された。

### 復辟事件
1917年（民国6年）3月、府院の争いは対独宣戦をめぐって更に激化していく。従来は対独宣戦を進める段祺瑞を支持していた張勲だったが、この問題において張は対独宣戦反対の姿勢を示した。ドイツが密かに張勲が計画する復辟を支持し、在華銀行を通じての資金支援を行っていたことが影響していたのである。しかし張は明確な黎元洪派となったわけではなく、段とのつながりも保持していた。5月22日、張勲は4度目の徐州会議を開催したところ、この会議に段が腹心の徐樹錚を派遣し、黎の打倒を唆した。その翌日、黎が段を国務総理から罷免したため、督軍団に属する各省督軍は次々反黎の独立を仕掛けていく。
6月1日、劣勢に追い込まれた黎元洪は、事態の収拾を期待し、張勲を北京に招聘する電報を打った。7日、張は辮軍3千人余りを率いて徐州を出発し、途中の天津で黎に対して国会の解散を要求している。黎は12日に国会解散を命令し、14日に張は北京入りした。北京入りした張は直ちに念願の復辟に取り掛かり、7月1日に清朝復活を宣言した。いわゆる「張勲復辟」である。復辟に反対した黎元洪は日本大使館に逃れた。
しかし張勲復辟は、国内各種勢力や世論から激しい反感を買った。しかも、かつて督軍団の首領と目されていた張勲であったにもかかわらず、督軍団の督軍たちからも支持は得られなかったのである。そして7月3日、段祺瑞は素早く張勲打倒を宣言、日本の支援も受けて天津で「討逆軍」を組織した。段の軍勢は5万人余りの規模であり、張には対抗する術などなかった。12日、辮軍は壊滅し、ドイツの庇護により張はオランダ公使館に逃げ込んでいる。こうして張勲復辟は、僅か12日であっけなく失敗に終わったのであった。
1918年（民国7年）10月、張勲は特赦を受けたものの、もはや何の実権も無かった。1921年（民国10年）、熱河林墾督弁に任命されたが、実際には赴任していない。1923年（民国12年）9月12日、天津にて病没。享年70（満68歳）。諡は忠武。